# Маурисио Макри
Маурисио Макри (на испански: Mauricio Macri, роден на 8 февруари 1959 г. в Тандил) е аржентински политик и бивш президент на Аржентина. Макри встъпва в длъжност през декември 2015, след като печели първия балотаж в аржентинската история. Той е първият след 1916 г. избран по демократичен път президент на Аржентина, който е не е радикално настроен и не е поддръжник на Перонисткия режим. Преди да заеме президентска длъжност, Макри е кмет на град Буенос Айрес (от юни 2007 до 2015 г.), член на Долната камара на аржентинския конгрес (2005 – 2007 г.), и също така председател на футболен клуб „Бока Хуниорс“ (1995 – 2007 г.).

## Биография
Макри е роден в град Тандил, провинция Буенос Айрес, в семейството на родения в Италия Франческо Макри (известен предприемач) и Алисия Бланко Вижегас (която е от испански произход). Макри учи в Католическия университет на Аржентина, където следва инженерство.
От 1985 г. започва да се занимава с бизнес в компании, основани от неговия баща, Франко Макри. От 1995 до 2007 година е президент на „Бока Хуниорс“, който преди пристигането му е в дълга криза. Още от самото начало на XXI век, „Бока“ се превръща в един от най-силните клубове в света, като печели много титли, както във вътрешното първенство, така и на международната арена, в това число и четири „Копа Либертадорес“, две купи на Южна Америка и две Междуконтинентални купи.
През 2003 г. Макри се включва в борбата за кметския пост на Буенос Айрес и спечелва първия етап от гласуването, но във втория етап е победен от Анибал Ибара. През 2005 г. Макри е представител на Буенос Айрес в аржентинския парламент. През февруари 2007 г., Макри обявява, че отново ще се бори за поста кмет на града. В първия кръг той печели с 45,6% от гласовете, на втория – с 60,96% и става кмет на 12,5 милиона жители. Победата на Макри се приема като загуба за действащия президент на Аржентина Нестор Кирхнер. Макри се счита за неофициален лидер на опозицията в Аржентина, която набира скорост в страната след икономическата криза през 2001 г.
През ноември 2015 година Макри е избран за президент на страната с 51,4% от гласовете.